# Motte-and-Bailey-Argument
Das Motte-and-Bailey-Argument ist ein von Nicholas Shackel beschriebener argumentativer Fehlschluss, bei dem ein Vertreter einer Theorie versucht, eine Position gegen Kritik aufrechtzuerhalten, indem er diese Position mit einer abgeschwächten oder möglicherweise nur bedeutungsähnlichen Version davon gleichsetzt, was dann in aller Regel als Richtig- oder Klarstellung deklariert wird.
Die ursprünglich getätigte Aussage ist dabei oft absichtlich kontrovers oder provozierend. Wird diese Position angegriffen, wechselt der Vertreter zu einer schwächeren Version, die nicht die gleiche Aussagekraft hat, aber einfacher zu verteidigen ist.  Der Argumentierende kann so behaupten, seine ursprüngliche Position habe weiterhin Gültigkeit, wenn es den Kritikern nicht gelang, die abgeschwächte Aussage zu widerlegen.

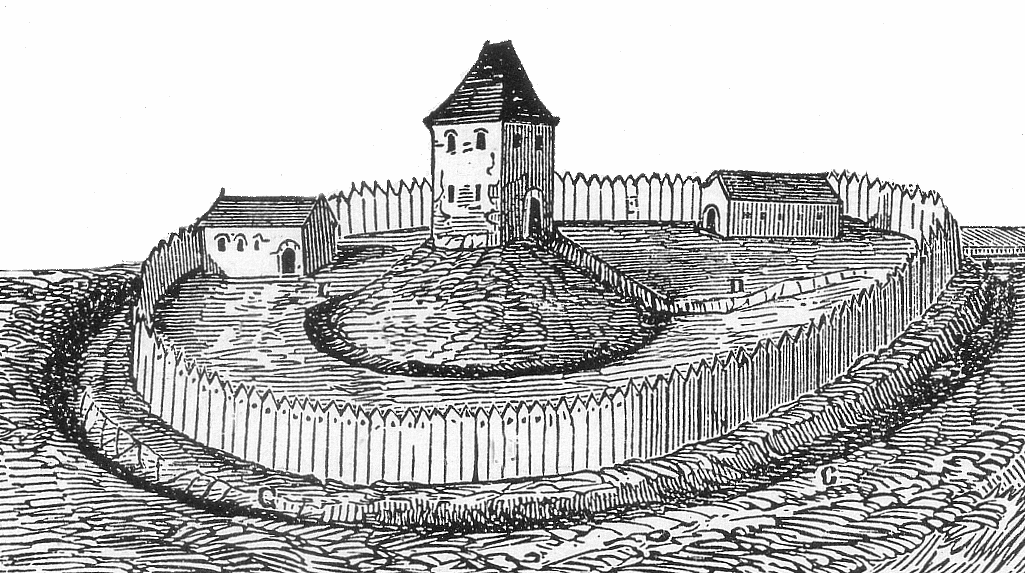
Symbolzeichnung einer Turmhügelburg mit Burghof.

Die Metapher ist an den Aufbau bestimmter mittelalterlicher Burgen angelehnt, die aus einem Burghof (englisch „Bailey“) und einer Turmhügelburg (auch „Motte“ genannt) bestehen. Die Burgbewohner halten sich die meiste Zeit im Burghof auf, doch sobald sie angegriffen werden, ziehen sie sich in die besser befestigte Turmhügelburg zurück. Der Burghof steht dabei für die gewagtere, ursprünglich getätigte Aussage, während die Motte für die abgeschwächte Version der Aussage steht, auf die zurückgegriffen wird, sobald die ursprüngliche Position Widerspruch bekommt.

## Begriffsgeschichte und verwandte Konzepte
Der Begriff wurde 2005 durch den Philosophen Nicholas Shackel von der Universität Cardiff geprägt. Shackel sprach ursprünglich von der „Motte-and-Bailey-Doktrin“. Popularität erreichte der Begriff durch eine Erwähnung im vielbeachteten Blog Slate Star Codex im Jahre 2014.
Andrew Aberdein stellt eine Verbindung zu dem von Leonard Nelson beschriebenen Konzept der „begrifflichen Erschleichung“ her. Nelson beschrieb damit einen Austausch von Begriffsinhalten, ohne die Bezeichnung dafür zu ändern. Jens Kjeldgaard-Christiansen sieht die „truistische/radikale Vermischung“, beschrieben durch den Literaturwissenschaftler Joseph Carroll, als ein verwandtes Konzept an. Carroll definierte dieses als

„die Vermischung oder das Hin- und Herwechseln zwischen Aussagen, die einerseits radikal absurd und andererseits schlicht und einfach wahr sind. Indem sie eine Ebene der Allgemeinheit finden, auf der die beiden Arten von Aussagen ineinander übergehen, können Rhetoriker die radikale Absurdität nutzen, um der Binsenweisheit den trügerischen Anschein eines stichhaltigen Arguments zu verleihen, und sie können die Binsenweisheit nutzen, um der radikalen Absurdität den Anschein von Überzeugungskraft zu verleihen.“

## Beispiele
Ein Beispiel für diesen Fehlschluss findet sich in der Diskussion mit Kreationisten, die zunächst behaupten, biologische Systeme hätten eine nichtreduzierbare Komplexität, was bedeutet, durch das Entfernen irgendeines Teiles höre das System auf zu funktionieren. Dadurch, so das Argument, könne Leben nur schlagartig durch intelligentes Design und nicht durch evolutionäre Entwicklung entstanden sein. Wenn es Widerspruch für diese Position gibt, fallen Kreationisten oft auf eine andere Version des Argumentes zurück und führen an, es sei doch erwiesen, dass manche biologische Systeme aufhören zu funktionieren, wenn man ein oder mehrere Teile daraus entfernt. Dies wiederum ist eine triviale Beobachtung, die aber nicht die ursprüngliche Behauptung stützt und nicht die Evolutionstheorie invalidiert.
Eine weitere Anwendung der Motte-and-Bailey-Argumentation kann laut Ben Burgis und Kollegen bei vielen konservativen Politikern beobachtet werden, die zunächst eine aufhetzerische Behauptung, z. B. gegen Geflüchtete, tätigen, und diese später durch eine schwächere Aussage relativieren.